# الموشع (حبيش)

تعديل مصدري - تعديل

الموشع محلة تابعة لقرية المحجر، التابعة لعزلة الوطئة بمديرية حبيش إحدى مديريات محافظة إب في الجمهورية اليمنية، بلغ تعداد سكانها 21 حسب تعداد اليمن لعام 2004.